# (524217) 2001 RZ143
(524217) 2001 RZ143 est un objet transneptunien de magnitude absolue 6,6. Son diamètre est estimé à 108 km.
Un satellite, de nom provisoire S/2007 (524217) 1 a été découvert en 2007, avec un diamètre estimé à 90 km, ils orbitent à environ 1 560 ± 30 km l'un de l'autre. L'objet peut être considéré comme transneptunien double.